# Tri martolod
Tri martolod (bretonska: Tre sjömän) är en bretonsk folkvisa som blev allmänt känd när Alan Stivell tolkade den på en konsert 1972 som sedan gavs ut som liveskiva under namnet A l'Olympia samma år. Sången är gavotte från Lannilis i Finistère och är en kärleksvisa om tre sjömän. Den har flera varianter, som till exempel Kichennig ar vilin (bretonska: Bredvid kvarnen).

## Tolkningar
Sången finns i flera bretonska sångböcker, bland annat i Sonioù Pobl från 1968 och Kanomp Uhel. När Alan Stivell var femton år gammal och studerade bretonsk kultur hittade han sången och arrangerade den för keltisk harpa som han gav ut på skivan A l’Olympia 1972. Samma år spelade Tri Yann in sången på Tri Yann an Naoned  med ett annat arrangemang, som släpptes samma år. 1993 gav Stivell ut låten i en något rockigare tappning på sin skiva Again. 1998 gav rappgruppen Manau ut låten La Tribu de Dana som blev mycket populär över hela Frankrike. Refrängen på låten var inspirerad av Stivells arrangemang på Tri martolod, men Manau påstod att de ändrat så mycket i låten att det inte längre var fråga om plagiat. Tri martolod inspirerade även bandet Eluveitie att göra sången Inis Mona som gavs ut på deras skiva Sania 2008. 2010 gav även Nolwenn Leroy ut Stivells arrangemang på låten på sin skiva Bretonne.